# Teratoscincus
Teratoscincus (řazený do samostatné podčeledi Teratoscincinae) je rod gekonů z čeledi gekonovitých. Tito noční gekoni malého vzrůstu (okolo 5 cm) se vyskytují v pouštích a polopouštích jihozápadní Asie (oblasti Persie, Arabského poloostrova, Íránu, Afghánistánu a některé druhy zasahují až do Mongolska a severní Číny). Živí se převážně hmyzem a jeho larvami. Gekoni si vyhrabávají až 80 cm hluboké nory, ve kterých se přes den ukrývají. Dožívají se zpravidla 10 let.

## Druhy
Rod Teratoscicus zahrnuje 6 druhů. Nejznámější z nich je zřejmě gekon zázračný (Teratoscincus scincus), který se i poměrně často chová v teráriích.
- Teratoscincus bedriagai (Nicolsky, 1900)
- Teratoscincus microlepis (Nicolsky, 1900)
- gekon přewalského, Teratoscincus przewalskii (Strauch, 1887)
- gekon roborowského, Teratoscincus roborowskii (Bedriaga, 1906)
- gekon zázračný, Teratoscincus scincus (Schlegel, 1858)
- Teratoscincus toksunicus (G. Wang, 1989)